# Integral de caminho
O integral de caminho (sub-tipo do integral de linha) apenas se aplica a campos escalares. Considerando o campo F(x,y,z), podemos considerar o seu integral de caminho ao longo do caminho C (o somatório da função ao longo do caminho C) como:
{\displaystyle \int _{C}f\,ds=\int _{a}^{b}f(\mathbf {r} (t))|\mathbf {r} '(t)|\,dt.}
onde o produto do módulo de r'(t) pelo dt é igual a ds. Sendo r(t) a função da curva em função do parâmetro t.